# Kimiko Date
Kimiko Date (Japans: 伊達公子 Date Kimiko) (Kyoto, 28 september 1970) is een voormalig professioneel tennisspeelster uit Japan. Zij is linkshandig van nature, maar speelt rechtshandig tennis.

## Loopbaan
In haar loopbaan won Kimiko Date veertien WTA-titels: acht in het enkelspel en zes in het dubbelspel. Zij werd in 1992 onderscheiden met de prijs voor de "most improved player of the year" en twee jaar later, in 1994, bereikte zij de top-10 van de wereld. Date nam deel aan zowel de Olympische Zomerspelen 1992 in Barcelona als aan de Olympische Zomerspelen 1996 in Atlanta. In Atlanta bereikte zij de kwartfinale. Enkele maanden later nam zij afscheid van het internationale circuit met een 1–6, 2–6 nederlaag tegen Martina Hingis.
Haar doorbraak kwam in 1991 toen zij in de halve finale van het WTA-toernooi van Los Angeles verrassend won van de als derde geplaatste Argentijnse Gabriela Sabatini met 3–6, 6–1 en 6–4. Hiermee steeg zij in één klap van de 112e naar de 32e positie op de WTA-ranglijst. Haar eerste toernooizege behaalde zij in eigen land, tijdens het Japan Open in Tokio. Zij versloeg op weg naar de titel zowel het eerste als het tweede reekshoofd, Amy Frazier en Sabine Appelmans. Zij zou haar titel in 1993 en 1994 prolongeren, in 1995 verliezend finaliste zijn, om vervolgens in 1996 weer als winnares het toernooi af te sluiten. Ondertussen had zij in 1993 als eerste Japanse de finale bereikt van het Nichirei International-toernooi in Tokio.
Op het Australian Open van 1994 werd zij de eerste Japanse vrouw na 1973 die een halve finale van een grandslamtoernooi wist te bereiken. In datzelfde jaar won zij in Sydney haar eerste toernooi buiten haar geboorteland en bereikte toen de 9e plaats op de wereldranglijst. Daarmee was zij de eerste Japanse die de top-10 wist binnen te dringen. Ook bereikte zij de halve finale van het eindejaarskampioenschap.
In 1995 bereikte Date opnieuw de halve finale van een grandslamtoernooi, dit keer op Roland Garros. Onderweg versloeg zij onder andere Lindsay Davenport en Iva Majoli, maar zij was niet opgewassen tegen Arantxa Sánchez Vicario. Later dat jaar boog zij in de halve finale van het WTA-toernooi van Miami tegen Gabriela Sabatini een 1–6, 1–5-achterstand om tot een 1–6, 7–6, 7–6 overwinning en bereikte daarmee als eerste Japanse de finale van dit hooggeklasseerde toernooi – in deze eindstrijd bleek Steffi Graf te sterk. Op het eindejaarskampioenschap kwam Date dit keer tot de kwartfinale.
1996 was voorlopig het laatste jaar in de internationale carrière van Date. Zij won voor de vierde maal het Japan Open en won in diezelfde week ook haar eerste toernooi in het dubbelspel. Tijdens de Fed Cup-ontmoeting met Duitsland zorgde Date voor een grote verrassing door de nummer 1 van de wereld Steffi Graf met 7–6, 3–6 en 12–10 te verslaan. Hiermee boekte Japan een 3–2 zege en kwalificeerde het zich voor de halve finale, waar het met 0–5 onderuit ging tegen de Verenigde Staten. Date bereikte de halve finale op Wimbledon en kwam hierin opnieuw uit tegen Graf, die dit keer wel de betere was. Haar laatste toernooiwinst behaalde Date in San Diego.
Na in de periode 1997-2001 niet gespeeld te hebben, kwam Date in 2002 door middel van een wildcard terug om, samen met landgenote Miho Saeki, in het dubbelspel in Tokio deel te nemen aan de Toyota Princess Cup. Tegen het als eerste geplaatste duo Jelena Lichovtseva/Cara Black moest Date bij een 6–3-achterstand opgeven vanwege een blessure aan haar achillespees.
In 2008 maakte zij daadwerkelijk haar rentree. Het WTA-toernooi van Seoel in 2009 wist zij verrassend te winnen. In 2013 was zij nog steeds succesvol, want ondanks haar 42-jarige leeftijd bereikte zij nog de derde ronde in het enkelspel van Wimbledon. In september 2017 stopte zij definitief.

## Posities op deWTA-ranglijst
Positie per einde seizoen:
| jaar | rang enkelspel | rang dubbelspel |
| ---- | -------------- | --------------- |
| 1988 | 322            | 260             |
| 1989 | 119            | 243             |
| 1990 | 79             | 252             |
| 1991 | 32             | 73              |
| 1992 | 21             | 51              |
| 1993 | 13             | 116             |
| 1994 | 9              | –               |
| 1995 | 4              | –               |
|      |                |                 |
| 2008 | 198            | 221             |
| 2009 | 82             | 126             |
| 2010 | 46             | 131             |
| 2011 | 100            | 55              |
| 2012 | 146            | 86              |
| 2013 | 54             | 40              |
| 2014 | 116            | 34              |
| 2015 | 141            | 95              |
| 2016 | 802            | –               |

## Palmares
| Legenda                | Legenda                  |
| ---------------------- | ------------------------ |
| Grandslamtoernooi      |                          |
| Olympische Spelen      |                          |
| Year-End Championships |                          |
| tot 2009               | 2009 – 2020 / vanaf 2021 |
| Tier I                 | Premier Mandatory        |
| Tier II                | Premier Five / WTA 1000  |
| Tier III               | Premier / WTA 500        |
| Tier IV & V            | International / WTA 250  |
|                        | Challenger / WTA 125     |

### WTA-finaleplaatsen enkelspel
| nr.              | finale     | toernooi          | ondergrond | tegenstandster          | score         |         |
| ---------------- | ---------- | ----------------- | ---------- | ----------------------- | ------------- | ------- |
| gewonnen finales |            |                   |            |                         |               |         |
| 1.               | 1992-04-12 | WTA Japan (Tokio) | hardcourt  | Sabine Appelmans        | 7-5, 3-6, 6-3 | details |
| 2.               | 1993-04-11 | WTA Japan (Tokio) | hardcourt  | Stephanie Rottier       | 6-1, 6-3      | details |
| 3.               | 1994-01-16 | WTA Sydney        | hardcourt  | Mary Joe Fernandez      | 6-4, 6-2      | details |
| 4.               | 1994-04-10 | WTA Japan (Tokio) | hardcourt  | Amy Frazier             | 7-5, 6-0      | details |
| 5.               | 1995-02-05 | WTA Tokio         | tapijt (i) | Lindsay Davenport       | 6-1, 6-2      | details |
| 6.               | 1996-04-21 | WTA Japan (Tokio) | hardcourt  | Amy Frazier             | 7-5, 6-4      | details |
| 7.               | 1996-08-25 | WTA San Diego     | hardcourt  | Arantxa Sánchez Vicario | 3-6, 6-3, 6-0 | details |
|                  |            |                   |            |                         |               |         |
| 8.               | 2009-09-27 | WTA Seoel         | hardcourt  | Anabel Medina Garrigues | 6-3, 6-3      | details |
| verloren finales |            |                   |            |                         |               |         |
| 1.               | 1991-08-18 | WTA Los Angeles   | hardcourt  | Monica Seles            | 3-6, 1-6      | details |
| 2.               | 1993-02-14 | WTA Osaka         | tapijt (i) | Jana Novotná            | 3-6, 2-6      | details |
| 3.               | 1993-09-26 | WTA Tokio         | hardcourt  | Amanda Coetzer          | 3-6, 2-6      | details |
| 4.               | 1995-03-26 | WTA Miami         | hardcourt  | Steffi Graf             | 1-6, 4-6      | details |
| 5.               | 1995-04-16 | WTA Japan (Tokio) | hardcourt  | Amy Frazier             | 6-7, 5-7      | details |
| 6.               | 1995-05-28 | WTA Straatsburg   | gravel     | Lindsay Davenport       | 6-3, 1-6, 2-6 | details |
|                  |            |                   |            |                         |               |         |
| 7.               | 2010-10-17 | WTA Japan (Osaka) | hardcourt  | Tamarine Tanasugarn     | 5-7, 7-6, 1-6 | details |
| 8.               | 2012-11-11 | WTA Pune          | hardcourt  | Elina Svitolina         | 2-6, 3-6      | details |

### WTA-finaleplaatsen vrouwendubbelspel
| nr.              | finale     | toernooi          | ondergrond    | partner            | tegenstandsters                      | score             |         |
| ---------------- | ---------- | ----------------- | ------------- | ------------------ | ------------------------------------ | ----------------- | ------- |
| gewonnen finales |            |                   |               |                    |                                      |                   |         |
| 1.               | 1996-04-15 | WTA Japan (Tokio) | hardcourt     | Ai Sugiyama        | Amy Frazier Kimberly Po              | 7-6, 6-7, 6-3     | details |
|                  |            |                   |               |                    |                                      |                   |         |
| 2.               | 2011-10-16 | WTA Japan (Osaka) | hardcourt     | Zhang Shuai        | Vania King Jaroslava Sjvedova        | 7-5, 3-6, [10-8]  | details |
| 3.               | 2012-04-15 | WTA Kopenhagen    | hardcourt (i) | Rika Fujiwara      | Sofia Arvidsson Kaia Kanepi          | 6-2, 4-6, [10-5]  | details |
| 4.               | 2013-02-03 | WTA Pattaya       | hardcourt     | Casey Dellacqua    | Akgul Amanmuradova Aleksandra Panova | 6-3, 6-2          | details |
| 5.               | 2013-04-07 | WTA Monterrey     | hardcourt     | Tímea Babos        | Eva Birnerová Tamarine Tanasugarn    | 6-1, 6-4          | details |
| 6.               | 2013-05-25 | WTA Straatsburg   | gravel        | Chanelle Scheepers | Cara Black Marina Erakovic           | 6-4, 3-6, [14–12] | details |
| verloren finales |            |                   |               |                    |                                      |                   |         |
| 1.               | 1992-04-06 | WTA Japan (Tokio) | hardcourt     | Stephanie Rehe     | Amy Frazier Rika Hiraki              | 7-5, 6-7, 0-6     | details |
|                  |            |                   |               |                    |                                      |                   |         |
| 2.               | 2009-09-20 | WTA Guangzhou     | hardcourt     | Sun Tiantian       | Volha Havartsova Tatjana Poetsjek    | 6-3, 2-6, [8-10]  | details |
| 3.               | 2012-02-26 | WTA Monterrey     | hardcourt     | Zhang Shuai        | Sara Errani Roberta Vinci            | 2-6, 6-7          | details |
| 4.               | 2012-10-14 | WTA Japan (Osaka) | hardcourt     | Heather Watson     | Raquel Kops-Jones Abigail Spears     | 1-6, 4-6          | details |

## Resultaten grandslamtoernooien
| Legenda | Legenda                          |
| ------- | -------------------------------- |
| g.t.    | geen toernooi gehouden           |
| l.c.    | lagere categorie                 |
| –       | niet deelgenomen                 |
| G       | uitgeschakeld in de groepsfase   |
| 1R      | uitgeschakeld in de eerste ronde |
| 2R      | uitgeschakeld in de tweede ronde |
| 3R      | uitgeschakeld in de derde ronde  |
| 4R      | uitgeschakeld in de vierde ronde |
| KF      | uitgeschakeld in de kwartfinale  |
| HF      | uitgeschakeld in de halve finale |
| F       | de finale verloren               |
| W       | het toernooi gewonnen            |
| w-v     | winst/verlies-balans             |

### Enkelspel
| Toernooi        | 1989 | 1990 | 1991 | 1992 | 1993 | 1994 | 1995 | 1996 |    | 2009 | 2010 | 2011 | 2012 | 2013 | 2014 |
| --------------- | ---- | ---- | ---- | ---- | ---- | ---- | ---- | ---- | -- | ---- | ---- | ---- | ---- | ---- | ---- |
| Australian Open | –    | 4R   | 2R   | 2R   | 2R   | HF   | 3R   | 2R   | 1R | 1R   | 1R   | 1R   | 3R   | 1R   |      |
| Roland Garros   | 2R   | –    | –    | 4R   | 2R   | 1R   | HF   | 4R   | –  | 2R   | 1R   | 1R   | 1R   | 1R   |      |
| Wimbledon       | 1R   | 2R   | 1R   | 2R   | –    | 3R   | KF   | HF   | 1R | 1R   | 2R   | 1R   | 3R   | 1R   |      |
| US Open         | 1R   | 2R   | 2R   | 2R   | KF   | KF   | 4R   | 1R   | –  | 1R   | 1R   | 1R   | 1R   | 1R   |      |

### Vrouwendubbelspel
| Toernooi        | 1990 | 1991 | 1992 | 1993 | 1994 | 1995 | 1996 |   | 2009 | 2010 | 2011 | 2012 | 2013 | 2014 |
| --------------- | ---- | ---- | ---- | ---- | ---- | ---- | ---- | - | ---- | ---- | ---- | ---- | ---- | ---- |
| Australian Open | 1R   | –    | KF   | 3R   | –    | –    | –    | – | 1R   | 2R   | 1R   | 3R   | 1R   |      |
| Roland Garros   | –    | –    | 1R   | 2R   | –    | –    | –    | – | –    | 2R   | 1R   | 2R   | 2R   |      |
| Wimbledon       | –    | 2R   | 1R   | –    | –    | –    | –    | – | 1R   | 3R   | 1R   | 1R   | 2R   |      |
| US Open         | –    | 1R   | 1R   | 2R   | –    | –    | –    | – | 2R   | –    | 1R   | 1R   | HF   |      |